# Johannes Fasolus
Johannes Fasolus (auch Fasiolus, Fagelus, Fazelus, Faxioli, Faxiolus, Faxolus; * 1223 in Pisa; † 1286 ebenda) war ein mittelalterlicher römischer Rechtsgelehrter.

## Leben
Johannes Fasolus war Angehöriger einer alten, angesehenen Familie in Pisa. Er war ein Schüler des Benedictus Beneventanus, bei dem er in Bologna studierte. In Pisa war er als Rechtslehrer (legum doctor) tätig. 1270 stand er als Anziano an der Spitze der Republik Pisa und war im selben Jahr zweimal als Gesandter bei Kaiser Karl I. in Neapel. Zu seinen Schriften gehörte De causis summariis, geschrieben auf Bitte eines Justinianus de Civitate Castelli. Seine Schrift Summa super feudis wurde zu einem Standardwerk über das Lehnsrecht.

## Schriften
- De summariis cognitionibus. um 1272
- De causis summariis.
- Summa super feudis